# Torre de Guadalmesí
La torre de Guadalmesí, també dita de Guadalmedina, és una torre alimara situada en la riba nord de l'estret de Gibraltar, en el terme municipal de Tarifa, inclosa dins del parc natural de l'Estret i declarada bé d'interès cultural (BIC) el 29 de juny de 1985.

## Història
Aquesta torre agafa el nom del rierol pròxim de Guadalmesí, topònim d'origen incert que podria provenir de la veu berber wadí-n-Nasá, riu on passar la nit, assimilada a de la veu àrab wadí-n-nisá, riu de les dones, que, afectada pel fenomen fonètic de la imela va ser fàcilment confosa pels cristians repobladors amb el vocable castellà guadamecí, cuir adobat i adornat amb dibuixos de pintura o relleu. De fet, el topònim Guadalmesí apareix ja en la Crònica d'Alfons XI redactada en 1340 com Guadamecil i més tard en múltiples variants similars fins a la forma actual.
Com altres torres de la regió va ser ordenada construir per Luis Bravo de Laguna director de fortificacions durant el mandat de Felip II. Després d'aprovar-se la seva construcció el 1577, aquesta va començar en 1588, desconeixent-se la data precisa en la que van acabar les seves obres encara que amb tota probabilitat va ser abans del canvi de segle. La seva funció principal, a part de la vigilància de trànsit per l'Estret mantenint contacte amb la torre de l'Illa de las Palomas i la torre del Fraile, va ser la d'evitar que vaixells enemics fessin recollida d'aigua en el proper rierol de Guadalmesí, únic punt de tot el tram de costa on podia fer-se a l'estiu.
Té planta rodona i forma cilíndrica alamborada amb 12 metres de diàmetre a la base i una alçada total de 15 metres. El cos de la torre és massís en el seu terç inferior estant la resta de la construcció ocupada per una estança voltada a la qual s'accedia mitjançant una porta-finestra situada a 5.5 metres del sòl i orientada al nord. Des d'aquesta estança, que posseeix una altra finestra oberta cap a la mar, es tenia accés a la terrassa superior mitjançant una escala helicoidal interna inclosa en el mur perimetral. En l'actualitat el seu estat de conservació és bo encara que ha perdut el seu revestiment i, en zones puntuals divers material constructiu, principalment en finestres, escala i terrat.